# 내 품에 돌아오라
내 품에 돌아오라는 한국에서 제작된 변순제 감독의 1959년 영화이다. 이민 등이 주연으로 출연하였고 변순제 등이 제작에 참여하였다.

## 출연

### 주연
- 이민
- 김근자
- 김승호

## 제작진
- 조명: 김영달
- 녹음: 이경순